# Okeechobee (Florida)
Okeechobee település az Amerikai Egyesült Államok Florida államában, Okeechobee megyében, melynek megyeszékhelye is. Lakosainak száma 5254 fő (2020. április 1.).

## Népesség
A település népességének változása:

| 2010 | 5 621 |
| 2020 | 5 254 |